# غدا ملك لنا
غدا ملك لنا (بالفرنسية: Demain nous appartient)‏ هي مسلسل تلفزيوني فرنسي تم بثه على تي أف 1 منذ 17 يوليو 2017.

## روابط خارجية
- غدا ملك لنا على موقع IMDb (الإنجليزية)
- غدا ملك لنا على موقع كينوبويسك (الروسية)
- غدا ملك لنا على موقع ألو سيني (الفرنسية)
- غدا ملك لنا على موقع قاعدة بيانات الفيلم (الإنجليزية)